# Bucida molinetii
Tránh nhầm lẫn với loài Terminalia mantaly cũng gọi là bàng Đài Loan trong tiếng Việt
Bucida molinetii trong tiếng Việt có thể gọi tên bàng Đài Loan hay còn gọi bàng Cuba, bàng lá nhỏ là một loài thực vật có hoa thuộc họ Combretaceae. Loài này được Gomez de la Maza ghi chép năm 1887 với tên gọi Terminalia molinetii, sau đó Alwan & Stace mô tả khoa học năm 1989 với tên gọi Bucida molinetii.
Đây là loài thực vật có nguồn gốc từ đảo quốc Cuba, nó đang được coi là có nguy cơ tuyệt chủng do mất môi trường sống. Cây dạng bụi lớn đến gỗ nhỏ, có thể cao tới 6m, sinh trưởng nhịp điệu, cành nhánh thường phát triển khẳng khiu theo tầng tán. Lá đơn, đính cách, tập trung ở đầu cành. Phiến lá hình trứng ngược hoặc trứng ngược hơi hẹp dài từ 0,5–4 cm rộng từ 0,3 - 0,7 cm, đầu là tròn hoặc hơi tù, đuôi lá nhọn hoặc men cuống. Cuống lá có thể dài từ 0-0,2 cm. Hoa lưỡng tính đình trên hoa tự, hoa tự mọc ra từ nách lá dài 0,5–4 cm, hoa có kích thước 3–13 mm, màu xanh hơi vàng. Quả bé, chỉ dài từ 2,5–6 mm, và phình 1,7-3,5mm.
Trong tự nhiên cây phân bố ở các trảng cỏ và đầm lầy ven biển.